# Dieci minuti
Dieci minuti è un film drammatico del 2024 diretto da Maria Sole Tognazzi.
La pellicola, sceneggiata dalla stessa regista assieme a Francesca Archibugi, è liberamente ispirata al romanzo in parte autobiografico Per dieci minuti (2012) di Chiara Gamberale.

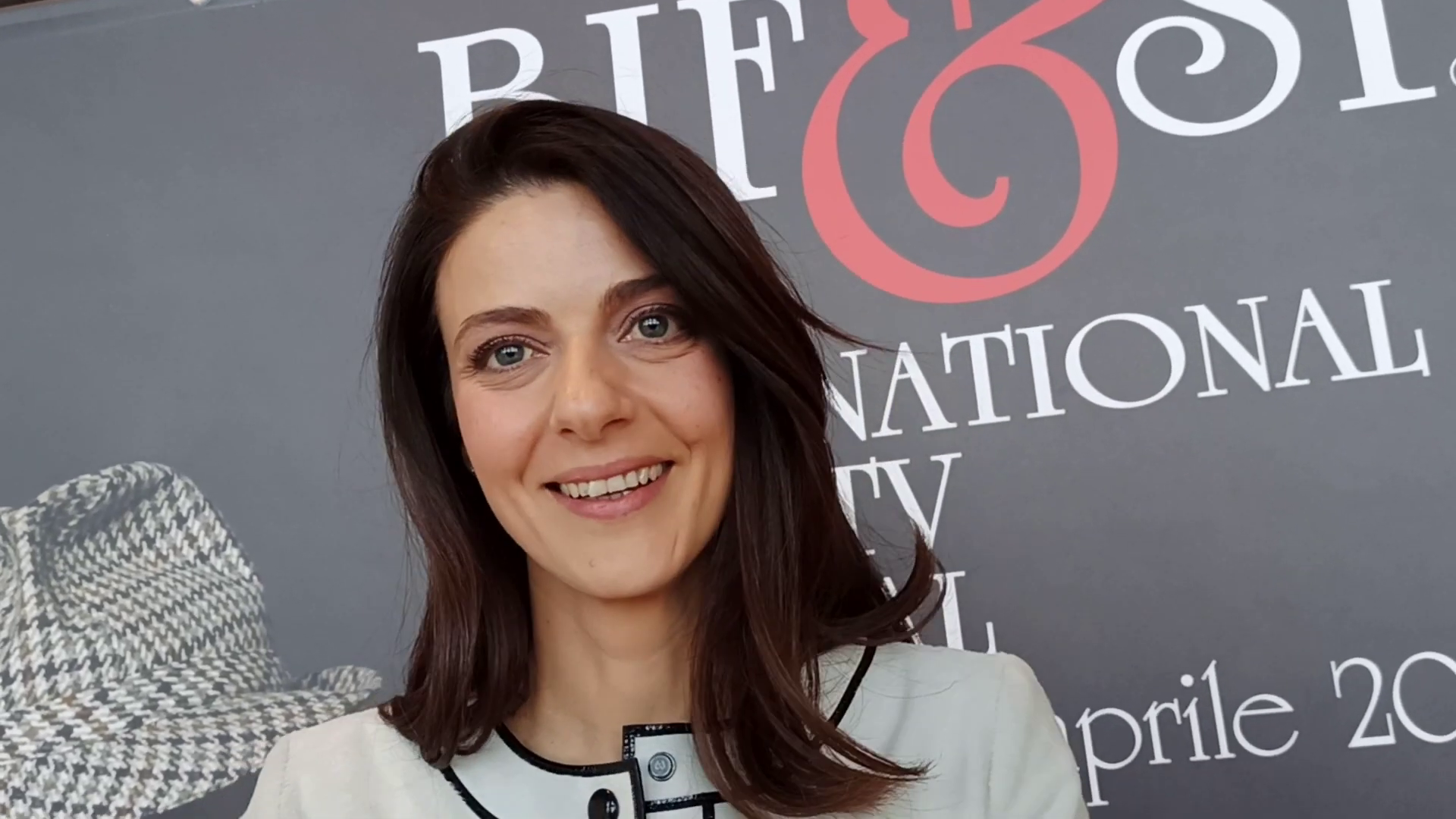
La protagonista Barbara Ronchi alla premiere del film al BIF&ST 2023

## Trama
Bianca è un’aspirante scrittrice che soffre di disagio psichico. È stata lasciata da suo marito, il quale si è sentito subissato e manipolato dalla debolezza di Bianca e dalla sua continua ricerca di attenzioni. Dopo aver tentato il suicidio, Bianca è stata ricoverata in ospedale ed è stata presa in carico dalla dr.ssa Giovanna Brabanti, psichiatra psicoterapeuta di indirizzo cognitivo-comportamentale.
La dott.ssa Brabanti le dà un compito: dedicherà dieci minuti ogni settimana a fare qualcosa che non abbia mai fatto in trentacinque anni. Dopo il ricovero, Bianca vive con Jasmine, una sua sorella nata da una relazione extraconiugale di suo padre e di cui, apparentemente, sua madre ignora l’esistenza.
Grazie al gioco dei dieci minuti, Bianca mette a fuoco un aspetto di sé fino ad allora recondito, quello di non essere mai stata veramente attenta agli altri. Imparerà a essere meno concentrata su sé stessa e, osservando il mondo intorno a sé, imparerà a prendersi cura degli altri e di sé stessa.
L’acquisizione del principio di realtà, vero obbiettivo della terapia, la riconduce in Sicilia, dove finalmente affronterà sua madre che le rivelerà di aver sempre saputo di Jasmine e dell’infedeltà di suo marito.

## Produzione

### Sviluppo
In un'intervista rilasciata a The Hollywood Reporter Roma Maria Sole Tognazzi ha raccontato il significato del film e il processo di adattamento del romanzo di Chiara Gamberale e dell'aspetto biografico della regista avvenuto con Archibugi:
Il film è stato prodotto da Indiana Production, Vision Distribution, in collaborazione con Sky Italia e Netflix.

### Riprese
Le riprese del film si sono svolte tra ottobre e novembre del 2022 tra Roma, Napoli e Palermo.
Tra il film e il romanzo originale intercorrono alcune differenze: in particolare, le due sceneggiatrici del film hanno voluto inserire alcuni episodi tratti dal proprio vissuto. Primo fra tutti il personaggio della sorella della protagonista Jasmine, che non compare nel romanzo, e che è stato creato per il film a partire da un episodio successo realmente alla regista Maria Sole Tognazzi. Quest'ultima da piccola non sapeva di avere un fratello: scoprì dell'esistenza di quest'ultimo più tardi, quando suo padre Ugo Tognazzi tornò in Italia dalla Norvegia con un bambino, Thomas, avuto dall’attrice Margarete Robsahm.

## Distribuzione
Il film è uscito nelle sale cinematografiche italiane il 25 gennaio 2024 distribuito da Vision Distribution.
Successivamente il film è stato trasmesso in prima visione su Sky Cinema Uno, il 13 giugno 2024.

## Accoglienza

### Incassi
In Italia ai botteghini Dieci Minuti ha incassato circa 1,2 milioni di euro.

### Critica
Il film è stato accolto con recensioni generalmente favorevoli dalla critica cinematografica italiana, che ne ha apprezzato la sceneggiatura, la regia e la capacità interpretativa del cast, in particolar modo di Barbara Ronchi e Margherita Buy.
Carola Proto di Comingsoon.it assegna al film 4 stelle su 5, scrivendo che il progetto presenta «una signora sceneggiatura» e «una scrittura raffinata» che consente una temporalità «non è lineare, e così ogni personaggio può essere una cosa e il suo contrario», che confluiscono in «una messa in scena molto precisa e molto curata, mai sontuosa e artificiale ma comunque elegante».
Meno entusiasta la recensione di Lorenzo Ciofani del Cinematografo, il quale scrive che alla base del film «c’è un’idea produttiva molto forte, cioè una storia di donne, sulle donne, per le donne» apprezzando l'interpretazione delle attrice, ma tuttavia nel complesso risulta «spettinato» poiché presenta nella narrazione «tante possibili linee divergenti, [...] che prima suggeriscono, poi annunciano e infine negano la via alla commedia».

## Riconoscimenti
- Nastro d'argento
  - 2024 - Candidatura per la migliore attrice non protagonista a Margherita Buy